# Lo strangolatore di Boston (film 1968)
Lo strangolatore di Boston è un film del 1968, diretto da Richard Fleischer.
È basato sulla vera storia di Albert DeSalvo che peraltro evase nel periodo in cui si girava il film dal manicomio in cui era rinchiuso. Tony Curtis fu candidato al Golden Globe come miglior attore.

## Trama
Tre donne anziane vengono assassinate mediante strangolamento e la polizia di Boston intuisce di avere a che fare con un serial killer. Dal momento che gli omicidi si estendono a diverse giurisdizioni di polizia, il procuratore generale del Massachusetts Edward W. Brooke nomina John S. Bottomly a capo di un dipartimento speciale per coordinare le indagini. Diversi sospetti vengono interrogati e rilasciati.
Con l'aumento dei morti, viene consultato anche un sensitivo, il quale individua come killer Eugene T. O'Rourke, un masochista che sembra corrispondere al profilo dell'assassino. L'uomo viene ricoverato nell'ospedale psichiatrico, ma nulla lo collega concretamente agli omicidi e viene scagionato definitivamente quando un'altra donna viene uccisa mentre lui è rinchiuso.
Mentre in televisione vanno in onda i funerali di John F. Kennedy, Albert DeSalvo esce di casa dicendo a moglie e figli di dover lavorare. Fingendosi un idraulico, riesce a introdursi nella casa di una donna di nome Diane e la attacca legandola al letto. Viene però colto alla sprovvista nel vedersi riflesso in uno specchio intento a compiere il gesto, Diane riesce a liberarsi e gli morde la mano, spingendolo a fuggire.
DeSalvo cerca di entrare nell'appartamento di un'altra donna, ma viene colto di sorpresa dal marito di lei. Cerca si scappare, ma viene arrestato da una pattuglia di polizia di passaggio. Ritenuto incapace di sostenere un processo per tentata effrazione, viene ricoverato in un ospedale per un'osservazione psichiatrica. Per caso, Bottomly e il detective Phil DiNatale lo incontrano in ascensore; si accorgono della ferita sulla sua mano e lo ricollegano alla testimonianza di Diane, la quale ricorda di aver morso il suo assalitore, ma non il suo aspetto. 
DeSalvo viene interrogato per gli omicidi, ma il medico curante sostiene che l'uomo soffra di una doppia personalità; una è quella dello "strangolatore" e l'altra quella "normale", che fabbrica ricordi con cui sostituire quelli delle uccisioni. La possibilità di costringere DeSalvo a confrontarsi con i delitti da lui commessi potrebbero causargli uno shock tale da mandarlo in catatonia, ma Bottomly decide di tentare comunque.
A condizione, imposta dall'avvocato difensore di DeSalvo, che nulla di ciò che verrà alla luce venga ammesso come prova in tribunale, a Bottomly è consentito un'ultima serie di interviste con DeSalvo. Dopo diverse sessioni, Bottomly riesce a spingere DeSalvo a rivelare la sua personalità nascosta, che confessa i delitti. Scosso dallo shock, DeSalvo scivola in uno stato catatonico.